# Brian Banks (filme)
Brian Banks (bra: Brian Banks: Um Sonho Interrompido) é um filme de drama biográfico americano de 2018 dirigido por Tom Shadyac, escrito por Doug Atchison e estrelado por Aldis Hodge como Brian Banks, um linebacker de futebol americano que foi falsamente acusado de estupro, condenado, enviado para a prisão e após sua libertação, tentou realizar seu sonho de participar da Liga Nacional de Futebol. O filme estreou no LA Film Festival em setembro de 2018 e foi lançado nos Estados Unidos em 9 de agosto de 2019.

## Trama
Brian Banks (Aldis Hodge) é um ex-astro do futebol americano de 27 anos que vive com sua mãe (Sherri Shepherd) em Long Beach, Califórnia. Ele está atualmente em liberdade condicional e registrado como criminoso sexual devido a um incidente 11 anos antes, onde ele e uma colega de classe, Kennisha (Xosha Roquemore), fugiram para se beijar. Ao ouvir os professores se aproximando, ele fugiu para evitar ser pego, levando a desprezada Kennisha a acusá-lo falsamente de estuprá-la.
Seguindo o conselho de seu advogado, Banks não contestou o estupro e foi condenado a seis anos de prisão. Seus sonhos de infância de se tornar um jogador da NFL são ainda mais prejudicados quando novas leis exigem que ele use um monitor de tornozelo o tempo todo e fique a 2.000 pés de distância de escolas e pontos de encontro públicos, impedindo-o de jogar futebol, e ele tem problemas para encontrar um emprego legítimo devido ao seu registro criminal.
Banks aborda o California Innocence Project na esperança de limpar seu nome, e eles o aconselham a escrever um pedido de habeas corpus ao sistema jurídico da Califórnia para que eles o julguem novamente. Quando isso falha, o fundador do Innocence Project, Justin Brooks (Greg Kinnear), explica que o sistema de justiça exige novas evidências que apontem incontestavelmente para sua inocência antes que eles ouçam seus fundamentos; isso exclui as evidências de DNA, que foram coletadas durante o julgamento original, mas nunca usadas em sua defesa.
Os advogados do Innocence Project entrevistam vários ex-colegas de classe de Banks, mas sua palavra não é forte o suficiente para lançar dúvidas sobre a condenação de Banks. Banks inesperadamente recebe um pedido de amizade no Facebook de Kennisha, levando-o a planejar um esquema com vários de seus amigos para induzi-la a confessar em fita que a alegação de estupro era fraudulenta.
Isso aparentemente dá certo, e Banks leva a fita para o Projeto Inocência. No entanto, como Kennisha não sabia que estava sendo gravada, a prova é inadmissível no tribunal. Brooks envia a fita para a mídia, causando protestos públicos com a injustiça da situação de Banks. O oficial da condicional de Banks liga para ele e avisa que seu contato com Kennisha é uma violação da condicional, mas dá a ele até que sua condicional expire antes de denunciar a violação e colocar Banks de volta na prisão.
Brooks aborda o promotor público pedindo um novo julgamento. Banks vai ao tribunal, mas Kennisha se recusa a testemunhar e afirma que Banks ofereceu a ela $ 20.000 para dizer que não a estuprou na fita. Mateo e Brooks a confrontam e eventualmente fazem com que ela diga oficialmente que sua alegação de que Banks a subornou era mentira; isso lança dúvidas suficientes sobre a culpa de Banks para convencer o juiz a finalmente anular a condenação de Banks.
Banks corta a tornozeleira e segue para um parque local, onde joga futebol com algumas crianças locais. A narração final revela que Pete Carroll, um ex-treinador da University of Southern California que lhe ofereceu uma bolsa de estudos para a USC durante seus tempos de colégio, o convidou para fazer um teste para o Seattle Seahawks; falhando em entrar no time devido à atrofia de suas habilidades como resultado de seu longo tempo na prisão, Banks treinou duro no ano seguinte e acabou sendo contratado pelo Atlanta Falcons.

## Elenco
- Aldis Hodge como Brian Banks
- Greg Kinnear como Justin Brooks
- Melanie Liburd como Karina Cooper
- Xosha Roquemore como Kennisha Rice
- Tiffany Dupont como Alissa Bjerkhoel
- Sherri Shepherd como Leomia
- José Miguel Vasquez como Promotor Público Mateo
- Morgan Freeman como Jerome Johnson (sem créditos)
- Dorian Missick como Oficial Mick Randolph

### Bilheteria
Nos Estados Unidos e Canadá, Brian Banks foi lançado ao lado de The Kitchen, Dora and the Lost City of Gold, Scary Stories to Tell in the Dark e The Art of Racing in the Rain, e foi projetado para arrecadar cerca de US$ 2,5 milhões em 1.327 cinemas, em seu fim de semana de estreia. Acabou estreando com $ 2,1 milhões. No final do lançamento do filme nos cinemas, o filme arrecadou US$ 4,3 milhões.

### Crítica
No site agregador de resenhas Rotten Tomatoes, o filme detém um índice de aprovação de 63% com base em 72 resenhas e uma classificação média de 6/10. O consenso crítico do site diz: "Embora continue sendo um drama razoavelmente inspirador, Brian Banks pode ter apresentado uma versão mais complexa ou totalmente realizada da história da vida real que dramatiza". O público consultado pelo PostTrak deu ao filme uma média de 4,5 de 5 estrelas, enquanto 72% disseram que definitivamente o recomendariam a um amigo. Revendo o filme no The New York Times, Jeannette Catsoulis elogiou a atuação de Hodge e o filme como um todo: "não é um grande filme, mas vale a pena". Alan Zilberman deu ao filme 3 estrelas de 5 em sua crítica para o The Washington Post, elogiando a atuação de Hodge e a direção de Shadyac.

### Prêmios
Brian Banks venceu o Audience Award for Fiction Feature Film de 2018 do Los Angeles Film Festival.